# Pustý žleb

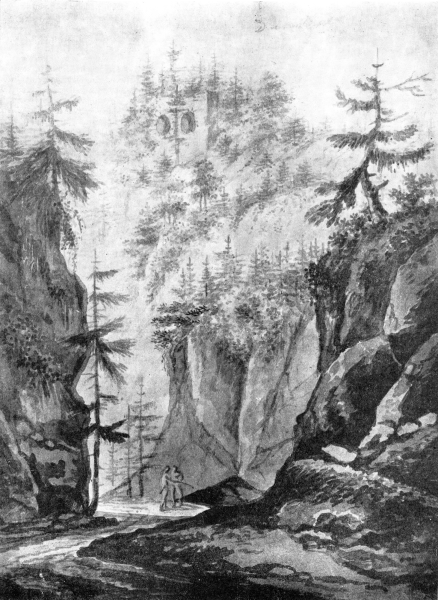
Pustý žleb se zříceninou hradu Blanseka roku 1833

Pustý žleb je asi 7,5 km dlouhý krasový kaňon v Moravském krasu. Údolí vede od obce Sloup k hotelu Skalní mlýn, který leží na spojnici Pustého žlebu, Suchého žlebu a Punkevního údolí. S výjimkou dolní části, kde vyvěrá říčka Punkva, je Pustý žleb bezvodý. Stěny kaňonu tvoří většinou strmé vápencové skály s velkým množstvím jeskyní (asi 450), které jsou většinou nepříliš dlouhé, ovšem nachází se zde i uměle proražený vchod do Amatérské jeskyně, největšího jeskynního systému ČR. Leží zde i známý přírodní výtvor Čertova branka. Horní část Pustého žlebu od hotelu Broušek k Punkevním jeskyním je dlouhá zhruba 6 km. Ve spodní části Pustého žlebu se nachází vchod do Punkevních jeskyní a vývěr Punkvy. Naproti Punkevním jeskyním na skále nad žlebem leží zřícenina hradu Blanseka. Částí Pustého žlebu probíhá naučná stezka Macocha.

## Doprava a pohyb osob
V Pustém žlebu je zákaz provozu motorových vozidel. Vede zde stará silnice, která slouží jako cyklotrasa i jako turistická stezka. Od Skalního mlýna k Punkevním jeskyním je možná doprava ekovláčkem, od Punkevních jeskyní k Macoše je v provozu lanová dráha Punkevní jeskyně – Macocha. K propasti Macocha je možno vystoupit též po Salmově stezce, která je zčásti vytesána ve skále.

## Nejdůležitější jeskyně Pustého žlebu
- Propasti U obrázku – leží asi 700 m od počátku Pustého žlebu ve třetím velkém zákrutu po pravé straně. Vchod se nalézá ve výšce 16 metrů nad silnicí.
- Jeskyně V Měšinách – nachází se po levé východní straně Pustého žlebu naproti propastem "u obrázku." Jedná se o soustavu malých jeskyněk.
- Novoroční jeskyně – ponorová jeskyně, celková délka podzemních chodeb činí cca 1 km..
- Suchdolské jeskyně – jedná se o dvě suchdolské jeskyně zvané "Horní" a "Dolní." Nacházejí se na západní straně žlebu. .
- Vavřinecké paleoponory – skupina menších jeskyň, délka chodeb činí přes 200 metrů.
- Pytlíková jeskyně – leží na pravé straně Pustého žlebu, byla objevena až v roce 1990.
- Jeskyně U Žida – jedná se o skupinu ponorových jeskyní na východní straně v ostrém zákrutu Pustého žlebu zvaném U Žida. Název získala po tragické události, kdy zde podle historických pramenů byl v polovině 19. století oloupen a zabit židovský obchodník, který se zde ukrýval. Průzkum tohoto systému jeskyň prováděl začátkem 20. století Karel Absolon. Na skalní stěně je umístěna pamětní deska trempa Karla Holečka, který tu tragicky zahynul v roce 1965.[3]
- Jeskyně Škrapovitá – krátká jeskyně, která se rozdvojuje, délka delší chodby činí pouhých 28 metrů.
- Jeskyně Průtoková – jedná se o rozlehlý jeskynní systém, skládající se ze dvou jeskyní, které Karel Absolon označil čísly 17 a 18.
- Jeskyně Řečiště – výtoková jeskyně, která se nachází ve velkém zákrutu, který se nazývá Koňský spád.
- Amatérská jeskyně – nejrozsáhlejší jeskynní systém, starý vchod se nachází na východní straně Pustého žlebu.
- Jeskyně Propasťovité bludiště – leží v levé východní části Pustého žlebu ve výšce 60 metrů nad silnicí, jedná se o rozlehlou soustavu jeskyní s propastmi. Její součástí je Brandstädterova propast a Koudelkovy propasti.
- Jeskyně Pod hradem – leží asi 60 metrů nad údolím ve stráni pod hradem Blansekem. Celková délka chodeb činí 100 metrů. V jeskyni byly nalezeny kosti medvědů i zbytky středověké keramiky.
- Bertalánka – jedná se o jeskyni, ve které je propast hluboká 4 metry. Je pojmenována po bývalém řediteli brněnského německého divadla Carlu Josephu von Bertalanovi, který v jeskyni roku 1881 spadl do propasti.
- Jeskyně Pustožlebská zazděná – leží u dolní stanice lanové dráhy na Macochu. Délka chodby činí 330 metrů, vstupní chodba do jeskyně je volně přístupná.
- Punkevní jeskyně – leží na levé straně Pustého žlebu. Jimi se prochází na dno Macochy a prohlídka je zakončena plavbou na ponorné říčce Punkvě.
- Malé propadání Punkvy – leží asi 200 metrů za výtokem Punkvy z Punkevních jeskyní.
- Štajgrova díra – vývěrová jeskyně ležící na pravé straně Pustého žlebu. Jeskyní protéká bezejmenný potůček.

## Fotogalerie

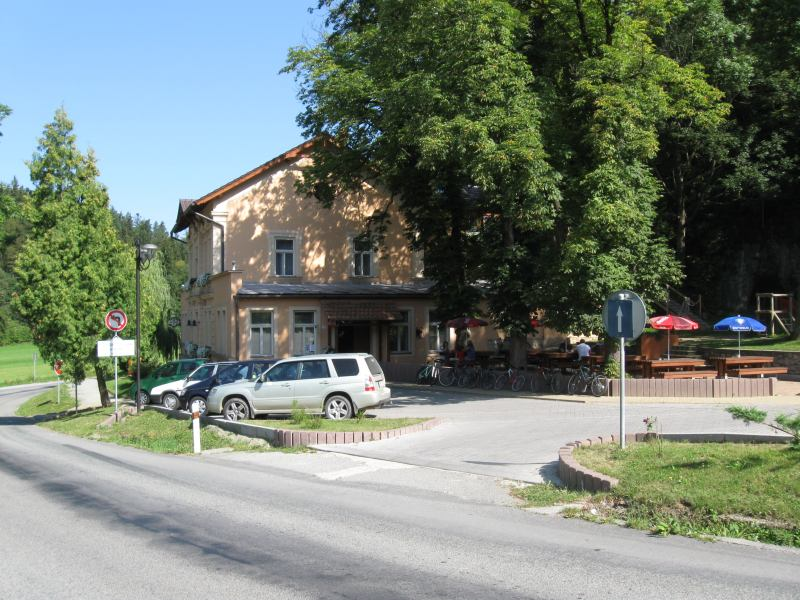
Začátek Pustého žlebu – Hotel Broušek
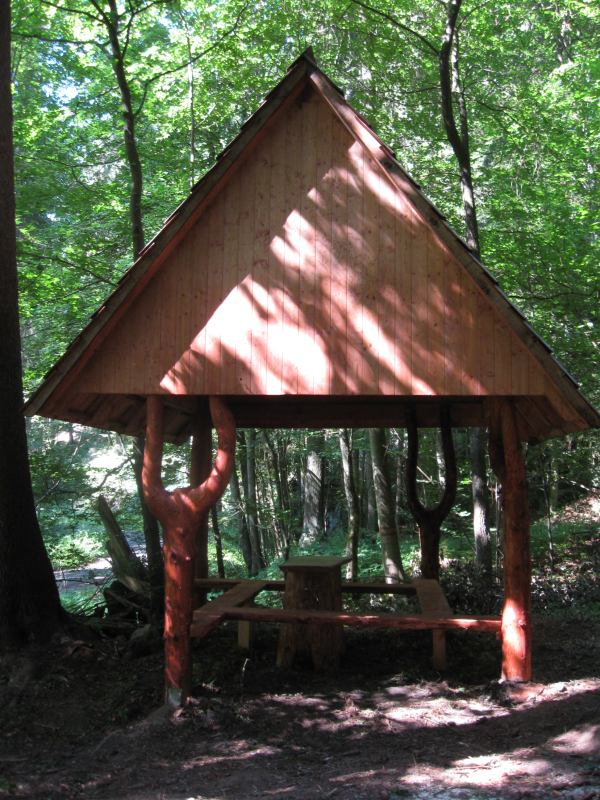
Odpočívadlo v Pustém žlebu
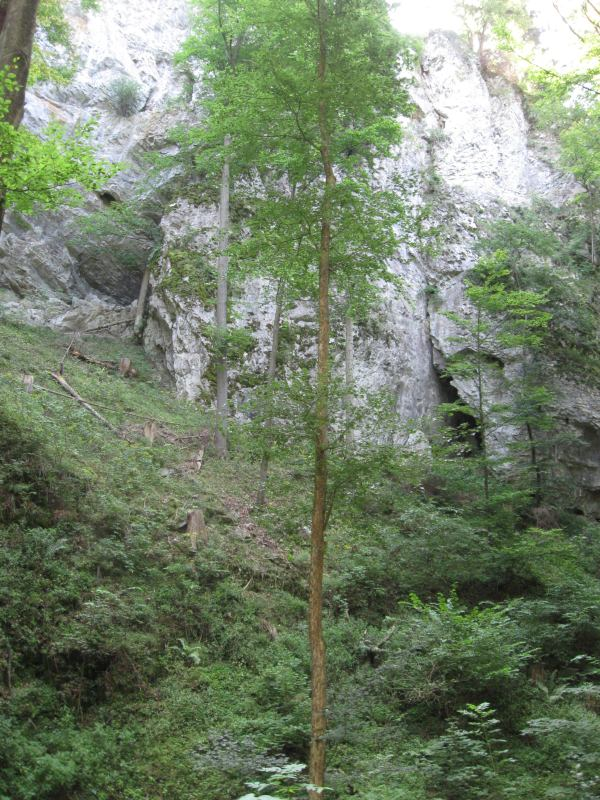
Kaňon Pustého žlebu
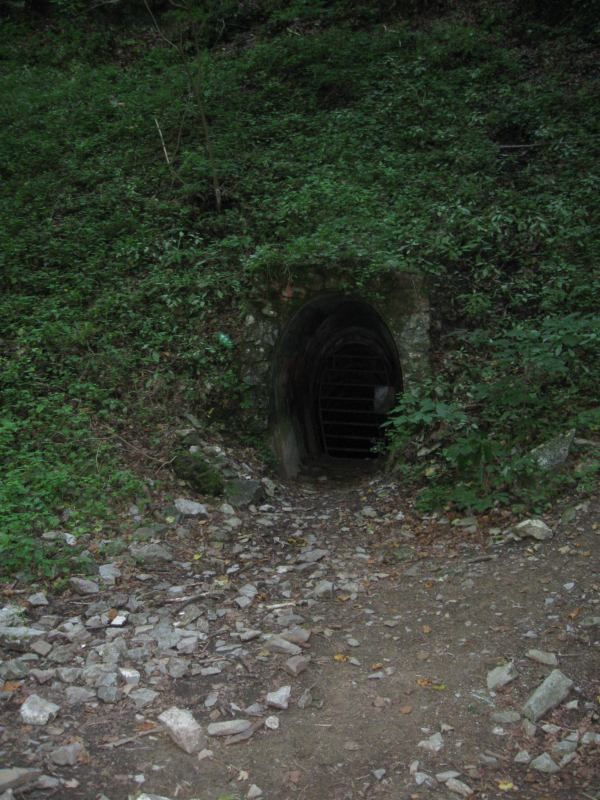
Vchod do Amatérské jeskyně
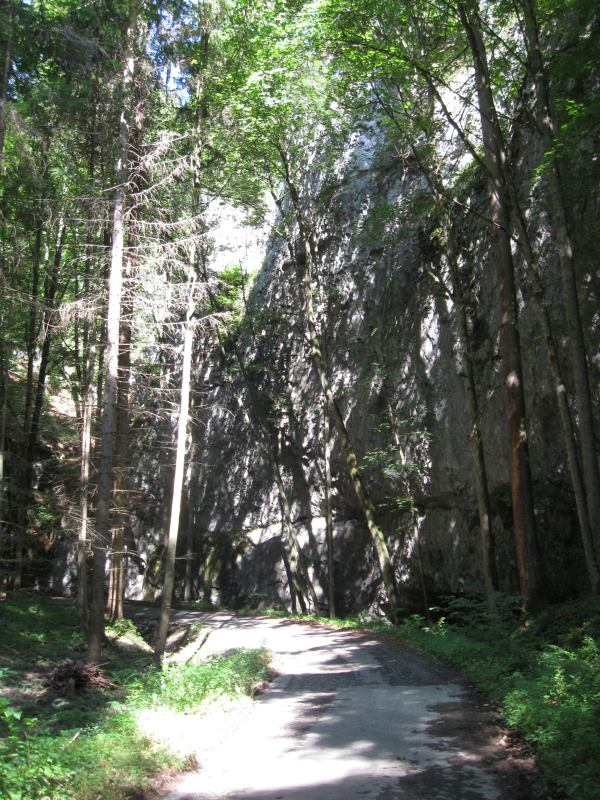
Kaňon Pustého žlebu
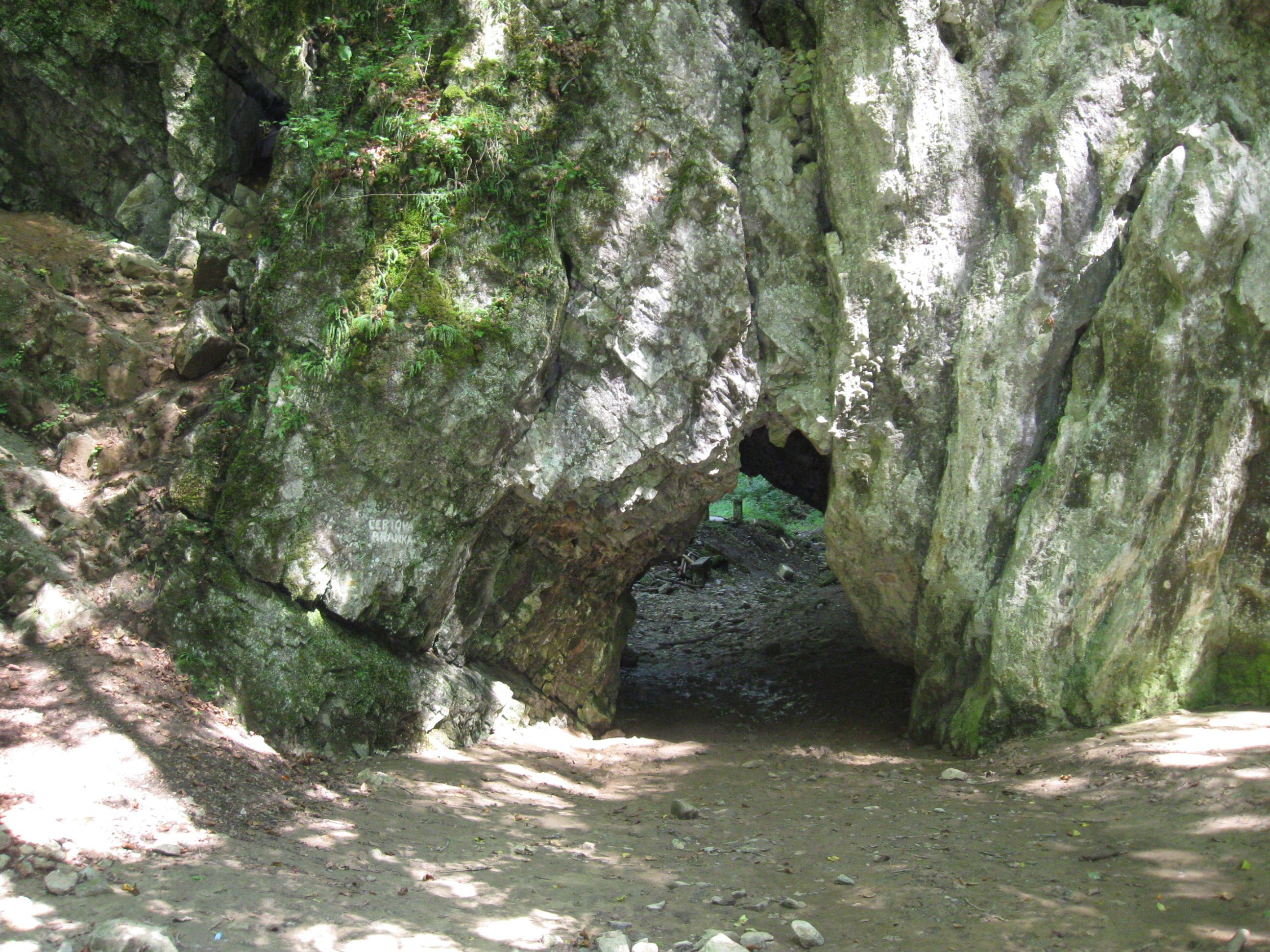
Čertova branka
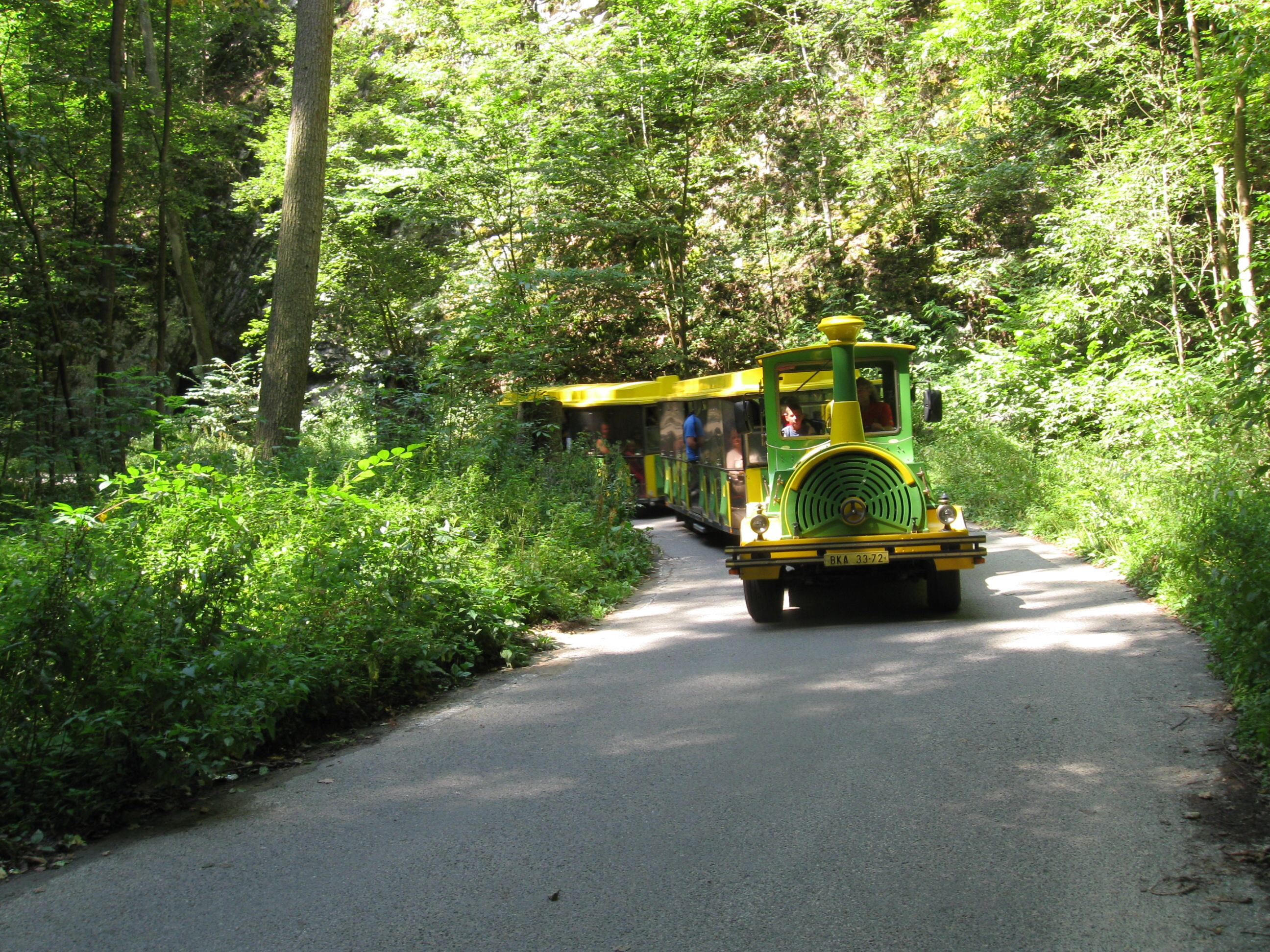
Silnice od Punkevních jeskyní ke Skalnímu mlýnu
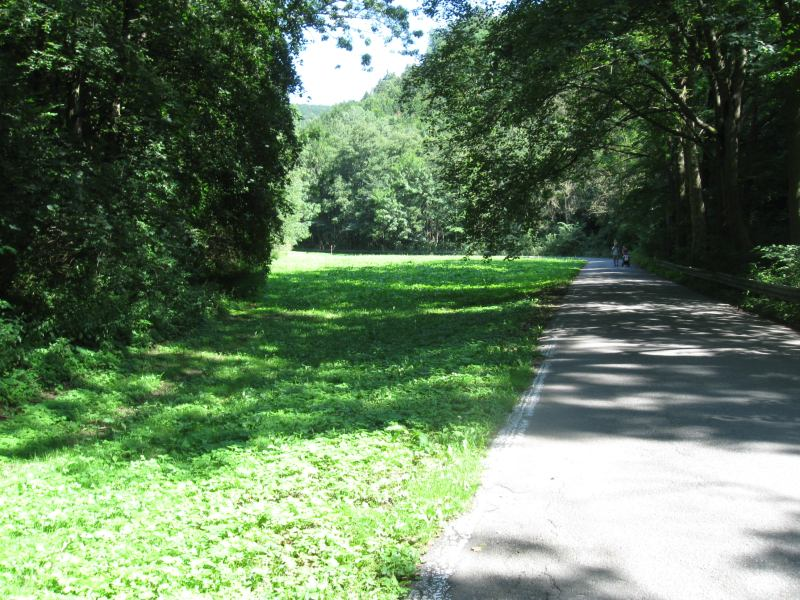
Spodní konec Pustého žlebu